# Monhystera gerlachii
Monhystera gerlachii är en rundmaskart som beskrevs av Meyl 1954. Monhystera gerlachii ingår i släktet Monhystera och familjen Monhysteridae. Inga underarter finns listade i Catalogue of Life.